# Karl von Wenninger
Karl von Wenninger (n. 13 august 1861, Berg – d. 8 septembrie 1917, Muncelul, România) a fost unul dintre generalii Armatei Imperiale Germane, din Primul Război Mondial. 
A îndeplinit funcția de comandant al Corpului XVIII Rezervă în campania acestuia din România, având gradul de general-locotenent.